# ロードブラスターズ
『ロードブラスターズ』 (Road Blasters) は、1987年にアメリカ合衆国のアタリから稼働されたアーケード用レースゲーム。日本国内ではナムコがライセンス販売した。
武装されたスポーツカーを操作し、燃料がなくなる前にゴールを目指す内容となっている。レースゲームでありながら、レーザー砲によって敵を攻撃できる事や50種類のラリーコースから選択できる事などを特徴としている。
開発はアタリが行い、リード・プログラムはアーケードゲーム『Escape from the Planet of the Robot Monsters』（1989年）を手掛けたボニー・スミスソン、プログラムはPC/AT互換機用ソフト『Lakers versus Celtics and the NBA Playoffs』（1989年）を手掛けたロバート・ウェザビー、音楽はアーケードゲーム『ガントレット』（1985年）を手掛けたブラッド・フラーが担当している。
1988年に欧州にて各種ホビーパソコンに移植された他、1990年にはNES、Atari Lynxに移植された。日本国内での発売はこのAtari Lynx版が初となった。1991年にはメガドライブに移植され、1992年に日本国内においても発売された。後にアーケード版はPlayStation用ソフト『Arcade's Greatest Hits: The Atari Collection 2』（1997年）やPlayStation 2用ソフト『Midway Arcade Treasures』（2003年）などのオムニバスソフトに収録された。

## ゲーム内容

### システム
当時、ひたすら地を走り続ける自車を題材としたアーケードゲームでの3Dカーアクションシューティングは皆無に等しく、制限時間ありのクローズドサーキット内で順位を競う純粋なカーレース本来のシステム(最終レース順位)と結びついた作品が時流的にメインストリームであり、純粋な3Dシューティングも出だした頃でもあったが(サブウエポンとして銃器を扱いながら敵車を攻撃するカーアクションであるタイトー『S.C.I.』は1989年、2D見下ろし型では1983年バリーミッドウェイの『スパイハンター』　その後の1987年の『II』で斜め上方3Dとなる)、当作はこのジャンルでは異色ではあるものの草分け的存在である。
操作系はメインショットとサブウエポン発射スイッチついた操縦幹型ハンドル、アクセル、ブレーキ、で操作を行う。
レーザー砲が搭載された自動車を運転しながら、レーザーで敵車や道中の脇に設置されている砲台を攻撃していく、まず、ゲームスタート時、アタリ作品らしくWAVE(=ステージ)セレクトから始まる。
WAVEが開始からWAVE中間にあるチェックポイントを通過するか、道中に浮いている緑ないし敵車を撃破すると時々落としていく赤のアイテムを取得すると燃料ゲージが回復し、各WAVEのゴールであるラリーポイントまで自車を到達させる。

### ゲージ類
以下、画面下部インジケータの役割を記す。
燃料ゲージ
画面下中央に配置され、メインタンクとリザーブタンクに分かれており、メインタンクから消費していき、無くなった時点でリザーブタンクへと切り替わる。
地雷源警告ランプ
向かって左側に配置。地雷、浮遊機雷源通過前にブザーと共に音声で警告がなされる。
マルチプル倍率
左側端に連続で撃ち漏らしなく敵車や障害物にヒットさせるとステージ節目のボーナス上高得点が狙える台数分倍率となる。尚、弾を発し撃ち損じた時点でx1倍からやりなおしとなる。
ウェポンゲージ
燃料ゲージ下側が時々無線ナレーションと共に出現する飛行機が落とす支援ウェポンを取得する事により使用可能となる射出時間制限付きウエポンのゲージとなり、ウエポンは以下の4種類からなる。
- マシンガン

連射可能となり、撃ち漏らしを抑えられる。
- ミサイルボム

画面中の通常レーザーでは破壊不可能な敵はおろか、路肩の樹木といった障害物までも背景に現れるきのこ型の爆風と共に一瞬で一掃できる。
- ニトロインジェクション

ボタンを押してる時間内超高速で道を駆け抜けられる。
- ビーム砲

破壊力はミサイルボムと同等。緑色のビームを前方へ発射可能となる。
などと言った全4種からなるスペシャルウェポンが使用可能になる。
それと、中央右からスピードメーター、スコアからなる。

### アーケード筐体
アーケード筐体の演出としては、画面には奥行臨場感の出る特殊レンズが設置され、ステアリングは底面に湾曲バーのあるH型ステアリングとなっており、グリップの親指が割り当たる箇所にレーザー/スペシャルウェポン発射スイッチが配されていた。

### その他
特定の砲台に当たってミスすると、隠しボーナスが入る。

## ステージ構成
アーケード版ではそれぞれのWAVEが短い分、全50WAVEあり、道中の敵車(レーザーで破壊可/不可有)や地雷、浮遊機雷であるスパイク、砲台の弾に当たると自車は爆発し、ゼロ速度スタートで復帰するまでタイムロスとなる。時間内にラリーポイント(ゴール)にたどり着けたらステージクリア。ラリーポイントが近くなると小気味良いテンポのBGMが流れ出す。道中の敵車や砲台撃墜数と残り時間により燃料補給ボーナスが加算され、メインタンクとリザーブタンクへ並行的に補充される。
メインタンク、リザーブタンクの燃料を使い切り走行不能になるとゲームオーバーとなる。
道中のメイン攻撃であるレーザーは車の向いている方向にしか放てない指向性、マルチプル狙いを無視してもある程度しか連射ができない制約がある為、高速で駆け抜けて居る時のコーナーに並んでいる砲門にはコーナー手前正面では当たるが、ハンドルを切っている時、自車のレーザー砲門は自車の向いて居るコーナー内側方向を常に向いて居りレーザーを当てづらく、WAVE道中に至っても演出変化が夕焼け、夜景、朝焼け等の風景に留まり、アザーカーも攻撃を仕掛けない単調な作りの面が所々続くが、アーケード版では敵車が止め処なく出現する為、この辺りの大味さに理不尽さを覚えるプレイヤーも少なからず存在したが、ストレートに並ぶ砲台が次々と弾を撃ってくる中を駆け抜けるWAVE道中が存在し、数WAVE単位クリアで自車のデフォルト速度もパワーアップする為、所々の演出面では爽快感すらある。

## 移植版
| No. | タイトル                                       | 発売日                                    | 対応機種                                            | 開発元                   | 発売元                                               | メディア                          | 型式                             | 備考               |
| --- | ---------------------------------------------- | ----------------------------------------- | --------------------------------------------------- | ------------------------ | ---------------------------------------------------- | --------------------------------- | -------------------------------- | ------------------ |
| 1   | RoadBlasters                                   | 1988年                                    | Amiga Amstrad CPC Atari ST コモドール64 ZX Spectrum | Probe Software           | U.S. Gold                                            | フロッピーディスク カセットテープ | -                                |                    |
| 2   | RoadBlasters                                   | 1990年1月                                 | NES                                                 | Beam Software            | Mindscape                                            | ロムカセット                      | NES-VE                           |                    |
| 3   | ロードブラスターズ                             | 1990年12月8日 1990年                      | Atari Lynx                                          | テンゲン                 | アタリムーミン                                       | ロムカセット                      | PA2036                           |                    |
| 4   | ロードブラスターズ                             | 1991年8月 1992年2月28日                   | メガドライブ                                        | Sterling Silver Software | テンゲン                                             | 4メガビットロムカセット           | T-48023 301032-0150              |                    |
| 5   | Arcade's Greatest Hits: The Atari Collection 2 | 1997年12月31日 1998年6月                  | PlayStation                                         | Digital Eclipse          | ミッドウェイゲームズ GT Interactive Software         | CD-ROM                            | SLUS-00449 SLES-00712            | アーケード版の移植 |
| 6   | Arcade's Greatest Hits: The Atari Collection 2 | 1999年1月1日                              | Windows                                             | Digital Eclipse          | ミッドウェイゲームズ                                 | CD-ROM                            | -                                | アーケード版の移植 |
| 7   | Midway Arcade Treasures                        | 2003年11月18日 2004年2月6日 2006年9月21日 | PlayStation 2                                       | Digital Eclipse          | サクセス ミッドウェイゲームス ZOO Digital Publishing | DVD-ROM                           | SLPM-66467 SLUS-20801 SLES-51927 | アーケード版の移植 |
| 8   | Midway Arcade Treasures                        | 2003年11月18日                            | ゲームキューブ                                      | Digital Eclipse          | ミッドウェイゲームス                                 | 8センチ光ディスク                 | DOL-GAKE-USA                     | アーケード版の移植 |
| 9   | Midway Arcade Treasures                        | 2003年11月24日 2004年2月6日               | Xbox                                                | Digital Eclipse          | ミッドウェイゲームス ZOO Digital Publishing          | DVD-ROM                           | -                                | アーケード版の移植 |

Atari Lynx版
- 非公式ながらLynxIIのステレオ音声出力に対応している。他の移植版よりも爆発時の復帰スピードが早い。

メガドライブ版
- 警告や無線などといった音声は省略されており、フレーム数稼ぎの為、各種オブジェクトはアーケード版と比べ、若干の小型化がなされた。

PlayStation 2版
- 『ゲーセンUSA ミッドウェイアーケードトレジャーズ』に収録。

## スタッフ
- リード・プログラマー：ボニー・スミスソン
- アニメーター：マーク・ステファン・ピース
- テク&ゲームプレイ：デイヴ・ウィーベンソン
- サウンド：ブラッド・フラー（英語版）
- プログラマー：ロバート・ウェザビー

## 評価
Atari Lynx版
- ゲーム誌『ファミコン通信』の「クロスレビュー」では4・6・7・7の合計24点（満40点）になっており[9]、レビュアーからは、動作に関して「なめらかな動きがかもしだす気持ちよさが体の隅々まで浸透していくって感じ」と高い評価を受け、さらに「単調さと緊張感のほどよいミックスがよい」などと称賛された[9]。

メガドライブ版
- ゲーム誌『ファミコン通信』の「クロスレビュー」では5・6・6・5の合計22点（満40点）になっている [10]。

- ゲーム誌『メガドライブFAN』の読者投票による「ゲーム通信簿」での評価は以下の通り18.55点（満30点）となっている[1]。

| 項目 | キャラクタ | 音楽 | 操作性 | 熱中度 | お買得度 | オリジナリティ | 総合  |
| 得点 | 3.00       | 3.09 | 3.36   | 3.14   | 2.73     | 3.23           | 18.55 |

- ゲーム本『メガドライブ大全』（2004年、太田出版）では、無駄撃ちをせず正確に敵車を破壊する事で得点が10倍となる事を指摘した上で「非常に攻略しがいはある」とゲームシステムに関しては肯定的に評価、その他「飛行機から落ちてくるキャノン砲や、コーナーリングのアバウトさなど、脱力感には逆らいがたい」としたものの、日本版のマニュアルに関して「テンゲンの日本語センスがさえ渡っている」と称賛した[25]。